# Accurst
Accurst (englisch Verflucht) ist ein 1999 gegründetes zyprisches Solo-Musikprojekt dessen Stil dem Post-Industrial-Subgenre Dark Ambient zugerechnet wird.

## Geschichte
Nicholas Triarchos gründete Accurst 1999 als Projekt mit einem Dark-Ambient- und Horrormusik-Konzept. Als erste Veröffentlichung erschien 2003 das Album Fragments of a Nightmare via Colflesh Records. Drei Jahre später erschien das zweite Album A Phantom’s Noctuary über Sérpéné Héli, einem von Nicholas Triarchos initiiertem Kleinstlabel. Nach A Phantom’s Noctuary blieben weitere Veröffentlichungen vorerst aus. Indes wurden Stücke des Albums 2012 und 2015 in den Horrorfilmen Sinister und Sinister 2 als Teil der Filmmusik genutzt. Mit Messenger of Shadows folgte im September 2016 ein drittes Album als frei verfügbarer Download. Dieses Album wurde 2018 durch Aesthetic Death Records als CD veröffentlicht. Diese Veröffentlichung bescherte dem Projekt erhöhte Aufmerksamkeit und international positive Rezensionen.

## Stil
In Interviews beantwortet Accurst keine Fragen zur musikalischen Idee, einem Konzept oder generellen Überzeugungen.
In Rezensionen wird die Musik als an Horrorfilmen und Horrorliteratur orientierte Form des Dark Ambient umschrieben. Dabei wird dem Stil eine Nähe zur Horror-Filmmusik attestiert. So sei die Musik ein „Horror-artiges, musikalisches Phänomen, das mit vielen Ambient-Klangmalereien und dezenter Drone-Systematik am Leben erhalten wird, aber dennoch Abgründe öffne[…]“. So spiele die Band Dark Ambient, der rituell anmute und Horrorsoundtracks ähnele mit harten Akzenten, die sich dem Power Electronics, Noise und Black Metal entlehnten. Die Produktion klinge indes düster, während die Themen der Songs von H.P. Lovecraft, Okkultismus und Mythologie inspiriert seien.

## Diskografie
- 2004: Fragments of a Nightmare (Album, Colflesh Records)
- 2006: A Phantom’s Noctuary (Album, Sérpéné Héli)
- 2018: Messenger of Shadows (Album, Aesthetic Death)